# İbrahim Çelikkol
İbrahim Çelikkol (* 14. Februar 1982 in Izmit) ist ein türkischer Schauspieler.

## Leben und Karriere
İbrahim Çelikkol wurde am 14. Februar 1982 in Izmit geboren. Seine Familie mütterlicherseits stammt aus Thessaloniki und seine Familie väterlicherseits ist arabischer Abstammung. Sein Debüt gab er 2004 in der Fernsehserie Camdan Pabuçlar. İbrahim Çelikkol war von 2011 bis 2013 mit der Schauspielerin Deniz Çakir liiert. Anschließend spielte er 2010 in der Serie Keskin Bıçak. 2012 bekam er in dem Film Fetih 1453 die Hauptrolle.
Von 2017 bis 2018 war er in Siyah Beyaz Aşk zu sehen. Zwischen 2018 und 2019 wurde Çelikkol für die Serie Muhteşem İkili gecastet. 2017 heiratete er Mihre Mutlu. Das Paar ließ sich 2022 scheiden. Im selben Jahr bekam Çelikkol eine Rolle in der Netflixserie Der Vogel und die Löwin.

## Filmografie
Filme
- 2012: Fetih 1453
- 2014: Sadece Sen
- 2023: Mevlana Mest-i Aşk

Serien
- 2004: Camdan Pabuçlar
- 2008: Pars: Narkoterör
- 2009: M.A.T.
- 2010: Keskin Bıçak
- 2010–2011: Karadağlar
- 2011–2012: İffet
- 2013–2014: Merhamet
- 2014: Reaksiyon
- 2016: Kördüğüm
- 2016: Seddülbahir 32 Saat
- 2017–2018: Siyah Beyaz Aşk
- 2018–2019: Muhteşem İkili
- 2019–2021: Doğduğun Ev Kaderindir
- 2021–2022: Bir Zamanlar Çukurova
- seit 2022: Der Vogel und die Löwin
- 2024: Gaddar[7]